# Hlaváčkovi
Pražská měšťanská (později nobilitovaná) rodina Hlaváčků patří k nejznámějším a historicky dobře doloženým rodům s tímto příjmením, na Starém a Novém Městě v Praze se připomíná již na přelomu 16. a 17. století.
Patřili k ní například utrakvistický (po Bílé hoře katolický) měšťan Jeroným Hlaváček  nebo Václav Samuel Hlaváček, od roku 1626 radní Nového Města pražského, který byl jedním z vůdců obrany Prahy během švédského obléhání v roce 1648 a římským císařem Ferdinandem III. byl roku 1649 dědičně povýšen do vladyckého stavu. Z rodu vzešli i jezuita Martin Hlaváček (Praha 1678 – Olomouc 1722), profesor Karlo-Ferdinandovy univerzity v Praze a děkan teologické fakulty Olomoucké univerzity. Hlaváčkové jako svůj emblém a později erb používali štít s „velkou rybou“, která odkazovala na biblický příběh proroka Jonáše. Z proletarizované větve tohoto rodu pocházel i pozdější básník dekadence a symbolismu Karel Hlaváček (1874–1898), narozený v Praze-Libni.
Významným členem rodiny byl Vincenc Hlaváček z Küstenwehru (1854-1926), pozdější rakousko-uherský polní maršálek, roku 1917 povýšený císařem Karlem I. Habsburským do šlechtického stavu s predikátem "von Küstenwehr". Jeho prasynovec František Narcis Hlaváček (Praha 1913 – Kadaň 1991), všestranný živnostník a příležitostný literát, přesídlil roku 1945 z Prahy do Kadaně v severozápadních Čechách – jeho tři synové Jiří (*1940), František Václav (1946–2021) a Václav (1951–1997) představují počátek tzv. pražsko-kadaňské rodinné větve. Vnukem Františka Narcise Hlaváčka (†1991) a synem Františka Václava Hlaváčka (†2021) je český historik a filosof Petr Hlaváček (*1974).